# Варламов, Игорь Валерьевич
И́горь Вале́рьевич Варла́мов (род. 1 июля 1964, Магнитогорск) — русский поэт, прозаик, эссеист. Живёт в Москве.

## Биография
В 1984 году вступил в городское литобъединение имени Б. Ручьёва, в 1987 г. первая публикация стихов. В 1987—1988 гг. участник литературной группы «Дыхание», в 1988 г. участвовал в Региональном совещании молодых писателей в Челябинске.
В 1991 г. окончил Магнитогорский горно-металлургический институт (ныне — технический университет). Выступал со статьями и рецензиями в газете «Магнитогорский рабочий».
С 1997 г. член Союза российских писателей (до 2000 гг. секретарь, затем председатель Челябинской региональной организации), в том же году вошёл в состав редколлегии журнала «Берег А». В 1998 г. в магнитогорском издательстве «Алкион» вышла первая книга стихов «Разговор с летучей рыбой». В 1999 г. делегат II съезда Союза российских писателей и Всероссийской писательской конференции «Литература на пороге XXI века» (Москва), в 1999—2001 гг. учился на Высших литературных курсах в Литературном институте имени М. Горького (семинар поэзии Юрия Кузнецова). В 2000 г. получил стипендию Международного Литературного фонда. С 2001 г. член-корреспондент Академии поэзии России, в том же году впервые опубликовал стихи в общероссийском издании (журнал «Дружба народов»).
В 2001—2003 гг. организатор проведения и член жюри Литературного конкурса имени К. М. Нефедьева. В 2001—2004 гг. руководитель Литературной студии в Магнитогорском городском лицее при Магнитогорском государственном университете. Выступал также со статьями и очерками в газетах «Магнитогорский металл» и «Магнитогорский рабочий».
С 2004 г. живёт в Москве. C 2004 по 2007 являлся внештатным сотрудником московского издательства «Подвиг». С 2006 является членом редколлегии литературных серий «Литература Магнитки. Избранное», «Литература Магнитки. Контекст». В 2007 г. в Магнитогорске вышла вторая книга стихов «Муравьиное зрение». В 2010—2011 являлся автором и ведущим рубрики «Простые вещи» в газете «Калининградская правда». В 2018 г. в московском издательстве «У Никитских ворот» вышла книга рассказов, воспоминаний, очерков и эссе «Глухие согласные».

## Литературная деятельность
Поэзия Игоря Варламова интеллектуальна и непроста. Основная тема его творчества — противостояние индивида и социума. Поэзия богата метафорами, гиперболами, парадоксальна, музыкальна и живописна, при этом многим произведениям присуща библейская интонация.

### Книги (автор)
- 1998 — Разговор с летучей рыбой — Магнитогорск, «Алкион», 82 с. Тираж: 300 экз.
- 2007 — Муравьиное зрение — Магнитогорск, «Алкион», 48 с. Тираж: 1000 экз. Серия «Литература Магнитки. Избранное» (выпуск 14).
- 2018 — Глухие согласные — Москва, «У Никитских ворот», 248 с. Тираж: 400 экз. ISBN 978-5-00095-558-1

### Книги (редактор, составитель)
- 2003 — Шоно Батор (бурят-монгольский героический эпос) — Улан-Удэ, Республиканская типография. Авторизованный перевод А. Гатапова. Редактор: И. Варламов.
- 2004 — Лещинская Г. Поворот пейзажа (книга стихов) — Магнитогорск, «Алкион», 68 с. Редактор: И. Варламов. Тираж: 500 экз. ISBN 5-8114-0494-7 (ошибоч.)
- 2004 — Вадченко Н. Бог из машины (роман). — Москва, «Подвиг», серия «Детективы СМ», № 7, 2004. Редактор: И. Варламов. Тираж: 9000 экз.
- 2004 — Дышев А. Школа самоубийц (роман) — Москва, «Подвиг», серия «Детективы СМ», № 8, 2004. Редактор: И. Варламов. Тираж: 15800 экз.
- 2004 — Старостенко Г. Сволочи московские (роман) — Москва, «Подвиг», серия «Детективы СМ», № 9, 2004. Редактор: И. Варламов. Тираж: 9400 экз.
- 2004 — Винниченко И. Девушка «Чероки» (роман) — Москва, «Подвиг», серия «Детективы СМ», № 10, 2004. Редактор: И. Варламов. Тираж: 9550 экз.
- 2008 — Лещинская Г. Тени в окне (воспоминания, рассказы, очерки) — Магнитогорск, «Алкион», 72 с. Редактор: И. Варламов. Тираж: 1000 экз. ISBN 978-5-88311-040-4. Серия «Литература Магнитки. Избранное» (выпуск 26).

### Публикации

#### Произведения
- Четвёртое измерение (стихи) — «Магнитогорский рабочий», 14 мая 1988.
- И оркестр играет туш (стихи) — «Магнитогорский рабочий», 15 апреля 1989.
- Диптих (стихи) — «Магнитогорский рабочий», 14 апреля 1990.
- Обретение жабер (стихи) — «Магнитогорский рабочий», 24 января 1991.
- Приручение мастодонта (стихи) — «Магнитогорский рабочий», 9 ноября 1991.
- Поэзия — «Уральская новь» (Екатеринбург), 1998, № 3.
- Я дотошно пытаю небесную твердь — «Магнитогорский рабочий», 3 апреля 1999.
- Ностальгия по наскальной живописи. Шаг из зоны гравитации — «Берег А» (Магнитогорск), 1999, № 1.
- One man only (рассказ) — Портрет. — Магнитогорск, «Алкион», 2000.
- Бестиарий (стихи) — Портрет. — Магнитогорск, «Алкион», 2000, с. 3—26.
- И всё ж я дожидаюсь утра… (стихи). — «Дружба народов» (Москва), 2001, № 3, с. 3—7.
- Королева мягкого юмора. К 130-летию со дня рождения Тэффи (сценарий) — Москва, «Либерея-Бибинформ», 2001, с. 90-98.
- И ты держал сосуд скудельный (рассказ) — «Берег А» (Магнитогорск), 2002, № 1, с. 80—86.
- Стихи — Международный форум поэзии. — Москва—Магнитогорск, «Академия поэзии», «Московский писатель», 2002.
- Поэзия и проза — «Урал» (Екатеринбург), 2003, № 7.
- Стихи — «Уральская новь» (Екатеринбург), 2003, № 16.
- Разговор с летучей рыбой (стихи). — «Журнал литературной критики и словесности» (онлайн), 2003, № 11.
- Стихи — Антология современной уральской поэзии, 2 том (1997—2003) — Челябинск, «Фонд ГАЛЕРЕЯ», 2003, с. 35—39.
- Диптих — «Вестник Российской литературы» (Москва), 2005, № 2—3, с. 139—140.
- Муравьиное зрение (стихи) — «Магнитогорский металл», 5 июня 2007.
- Что обрелось под спудом — Антология современной литературы России: поэзия и проза, «Наше время». — Москва, издательство журнала «Юность», 2011, с. 152—162.
- Черепаха на зеркале (стихи) — «Байкал» (Улан-Удэ), 2017, № 2, с. 64—70
- Когда над тобою уже никого. Воспоминания о Н. Якшине — «Коля»: коллективный сборник. — Магнитогорск, «Алкион», 2017, с. 26—50.
- Рассказы — «Свет столицы» (Москва), 2018, № 3, с. 67—74.
- Соленая книга (рассказы) — «Байкал» (Улан-Удэ), 2018, № 6, с. 3—32.
- Хоть бы снег скорее выпал (эссе) — Альманах «Русский Гофман-2019». — Издательские решения (по лицензии Ridero), 2019, с. 264—271.
- Рассказы — «20»: коллективный сборник. — Магнитогорск, Магнитогорский дом печати, 2019, с. 57—64.

#### Статьи
- Ностальгия по наскальной живописи, или Трапеза с Владимиром Некрасовым (эссе) — «Магнитогорский рабочий», 19 октября 1991. — Перепечатки: Некрасов В. Живопись (буклет). — Магнитогорск, Магнитогорский дом печати, 1997; «Берег А» (Магнитогорск), 1999, № 1.
- «Свеча» не сгорает — «Магнитогорский рабочий», 24 октября 1991.
- «Я поведу тебя в музей…» — «Магнитогорский рабочий», 5 декабря 1991.
- «Я беззащитна в отзвуках молвы…» (рецензия на книгу Е. Добролюбовой) — «Магнитогорский рабочий», 13 декабря 1991.
- «Негромко истина живёт…» (рецензия на книги Н. Якшина) — «Магнитогорский рабочий», 1 мая 1997.
- «Високосная жизнь» Александра Ерофеева (рецензия на книгу Александра Ерофеева) — «Магнитогорский рабочий», 10 января 1998.
- Вступление к публикации стихов Г. Газизулина — «Берег А» (Магнитогорск), 1999, № 1.
- Шаг из зоны гравитации, или Трапеза с Юрием Свечкарёвым (эссе) — «Берег А» (Магнитогорск), 1999, № 1.
- «Поэзия — это тайна» (интервью с поэтом И. Голубничим) — «Магнитогорский рабочий», 22 января 2000, с. 14.
- Мудрость видит в темноте (очерк) — «Магнитогорский металл», 23 августа 2001, с. 4—5.
- Отцовский ремень (рассказ) — «Магнитогорский металл», 20 августа 2002.
- Анатомия предательства (очерк) — «Магнитогорский металл», 12 сентября 2002.
- Перебирая школьные фотографии (очерк) — «Магнитогорский металл», 2002.
- Игрушечные деньги (рассказ) — «Магнитогорский металл», 2002.
- Овод в янтаре (очерк) — «Магнитогорский металл», 28 сентября 2002.
- Поздравляем вас, гражданин, соврамши (полемическая статья — ответ Баканову, Вилинскому, Афонину) — «Магнитогорский рабочий», 2 ноября 2002.
- Где-то совсем рядом (памяти художника Виктора Портнова) — «Берег А» (Магнитогорск), 2002, № 2.
- Улица Нины Кондратковской (очерк) — «Магнитогорский металл», 18 октября 2003.
- Следите за шариком! (о романе Н. Вадченко «Бог из машины») — Москва, «Подвиг», серия «Детективы СМ», № 7, 2004.
- Лирик детективного жанра (о романе А. Дышева «Школа самоубийц») — Москва, «Подвиг», серия «Детективы СМ», № 8, 2004.
- Побеждает подлейший (о романе Г. Старостенко «Сволочи московские») — Москва, «Подвиг», серия «Детективы СМ», № 9, 2004.
- Сильная личность слабого пола (о романе И. Винниченко «Девушка „Чероки“») — Москва, «Подвиг», серия «Детективы СМ», № 10, 2004.
- Ножик под сутаной (о романе А. Ивановой «Святая Иоланда») — Москва, «Подвиг», серия «Детективы СМ», № 11, 2004.
- Люди гибнут за металл (о романе Е. Крюковой «Золото») — Москва, «Подвиг», серия «Детективы СМ», № 11, 2004.
- Шкура неубитого крысолова (о повести В. Гусева «Крысы в океане») — Москва, «Подвиг», серия «Детективы СМ», № 11, 2004.
- Меченные сатаной, но не оставленные Богом (о романе А. Андрюхина «Соната зомби») — Москва, «Подвиг», серия «Детективы СМ», № 7, 2005.
- Эти бесценные семейные ценности (о романе Р. Фоли «Очаровательное семейство») — Москва, «Подвиг», серия «Детективы СМ», № 4, 2007.
- Весёлые будни туринской полиции (о романе Ш. Эксбрайя «Самый красивый из берсальеров») — Москва, «Подвиг», серия «Детективы СМ», № 4, 2007.
- Властительница детских дум (предисловие). — Думцева Л. Тайны Малого мира. — Москва, «Гуманитарий», 2007, с. 28-30.
- Пульсирующая память (предисловие) — Лещинская Г. Тени в окне. — Магнитогорск, «Алкион», 2008, с. 3.
- По следам погибшего деда (очерк). — «Калининградская правда», 13 мая 2010.
- Большой мир маленьких героев (рецензия на книгу Ю. Лавряшиной «Улитка в тарелке»). — «Калининградская правда», 29 марта 2011.
- В тени крыла Воронова (очерк о Н. Воронове). — «Магнитогорский металл», 24 сентября, 1 октября 2011. — № 1, № 2
- Осмыслить время (о книге стихов Марины Котовой «Сквозь вещий шум дубрав») — «День литературы» № 5, май 2019. — Веб-ссылка

## Звания и награды
- Лауреат VI Артиады народов России в номинации «Литература. Гильдия профессионалов» (2001)
- Лауреат IV Международного литературного фестиваля-конкурса «Русский Гофман» в номинации «Публицистика и эссе» (2019).